# Amorphopus notabilis
Amorphopus notabilis är en insektsart som beskrevs av Jean Guillaume Audinet Serville 1838. Amorphopus notabilis ingår i släktet Amorphopus och familjen torngräshoppor. Inga underarter finns listade i Catalogue of Life.